# Ravi Coltrane
Ravi Coltrane (Long Island,  6 de agosto de 1965) é um compositor, saxofonista e clarinetista de jazz post-bop norte-americano.  Co-proprietário da gravadora RKM Music, atua também como produtor musical para artistas como o guitarrista David Gilmour. 

## Biografia
Ravi Coltrane é filho do lendário saxofonista John Coltrane e da pianista de jazz Alice Coltrane. Criado em Los Angeles, seu nome é uma homenagem ao grande sitarista Ravi Shankar. John Coltrane morreu quando Ravi tinha apenas dois anos de idade.
Em 1986, Ravi estudou saxofone no California Institute of the Arts. Trabalhou com Steve Coleman, que o influenciou significativamente. Tocou com McCoy Tyner, Pharoah Sanders, Herbie Hancock, Carlos Santana, Stanley Clarke e Branford Marsalis, entre outros.
Em 1997, depois de participar de mais de trinta gravações como acompanhante, gravou seu primeiro álbum, Moving Pictures. O segundo , From the Round Box, saiu em 2000. 
Em janeiro de 2005, Ravi Coltrane tocou na Índia, como integrante da delegação americana de músicos de jazz, em um tour para promover a prevenção da AIDS, juntamente com o cantor Al Jarreau, o guitarrista Earl Klugh e o pianista George Duke. Dentre os espetáculos realizados durante a excursão, inclui-se um concerto em Mumbai, um tributo a Martin Luther King Jr. em Delhi e um festival de música, também em Delhi, organizado pelo violinista L. Subramaniam. Em 18 de janeiro,  Ravi Coltrane interrompeu a tournée para tocar no Ravi Shankar Centre, onde encontrou Shankar, e tocaram juntos.
O Coltrane Quartet tocou no legendário Monterey Jazz Festival 2001, Montreux Jazz Festival 2004, Newport Jazz Festival 2004 e no Vienne Jazz Festival 2005, entre outros eventos.

## Discografia selecionada
| Ano  | Título             | Gênero | Selo       |
| ---- | ------------------ | ------ | ---------- |
| 2005 | In Flux            | Jazz   | Savoy Jazz |
| 2002 | Mad 6              | Jazz   | Sony       |
| 2000 | From the Round Box | Jazz   | RCA        |
| 1998 | Moving Pictures    | Jazz   | RCA        |